# Nanortalik
Nanortalik  udtale ? ("Bjørnestedet", tidligere navn: Ilivileq) er en by i Kujalleq Kommune i Vestgrønland, beliggende på øen Nanortalik ved udmundingen af fjorden Tasermiut Fjord (en) (Ketilsfjord) ca. 100 km nordvest for Kap Farvel. Nanortalik er den tiendestørste by i Grønland. Trods hentydningen til isbjørne i stednavnet er de særdeles sjældne i området. Lejlighedsvis kommer nogle drivende på havisen fra Østgrønland i månederne fra januar til juni.
I 1950 blev Nanortalik elektrificeret med opførelsen af et kraftværk. Et nyt hospital blev bygget i 1954 og en brandstation i 1958. I 1965 fik Nanortalik en ny butik, som blev suppleret med et bageri i 1969. Siden 1966 har Nanortalik været forbundet med lufttrafikken via en helikopterlandingsplads.
Der er blandt andet en fiskefabrik, et værksted, en skole, et hospital, et hotel, en kirke, en sportshal, en fodboldbane, en Pilersuisoq og en Brugseni filial.
Nanortaliks havn består af en kaj til fiskerbåde og større fartøjer, en kaj til skonnerter og fritidsbåde, en pontonbro til joller og en nødhavn.
Bygningerne i Nanortalik er tilsluttet et kloaknet, der dræner alt spildevand ud i havet. Affaldet bliver dumpet og brændt på lossepladsen i den østlige del af byen. Et kraftværk forsyner byen med elektricitet. Fra den vestgående elv Kuunnguaq, ledes vand ud i søen Tasersuaq, hvorfra det ledes til vandværket, hvor det bliver til drikkevand.
Krabbefiskeri, jagt på klapmyds, havfugle og fiskeri fra små både er de vigtigste indtægtskilder for områdets indbyggere.
De mest almindelige sæler er ringsæl, efterfulgt af klapmyds og grønlandssæl.
Fra august til oktober ses ofte vågehvaler nær Tasermiut fjordens munding og lejlighedsvis pukkelhvaler og spækhuggere.
Foruden byens 1.070 indbyggere, bor der ca. 361 i bygderne Narsarmijit (Frederiksdal), Alluitsup Paa (Sydprøven), Tasiusaq, Aappilattoq, Ammassivik samt nogle bosættelser, der ikke har mere end 20 indbyggere hver: Saputit Tasia, Nalasut, Nuugaarsuk, Akuliaruseq, Qallimiut, Qorlortorsuaq, Alluitsoq, og vejrstationen Ikerasassuaq.

## Historie
Nanortalik blev grundlagt i 1830, da anlægget blev flyttet fra Sissarissoq til den anden side af bugten på grund af de bedre havneforhold. Det gamle navn på Nanortalik var Ilivileq ("ølignende landområde").
1824 drog Conrad Kleinschmidt, ledsaget af 2 medhjælpere, til Nanortalik (Tysk:Friedrichsthal) (Dansk: Frederiksdal) på den sydlige del af den grønlandske vestkyst, ved Kap Farvel, og lagde grundstenen til en ny mission/koloni. 1828 havde han der samlet en menighed på over 300 medlemmer.
Fra 1911 var Nanortalik en separat kommune i det koloniale distrikt Julianehaab, hvortil også bosættelserne Tuapaat, Sermilik Sermilik og Illukasik hørte. Kommunen omfattede også øen Amitsoq, hvor der blev udvundet grafit fra 1915 til 1925. Kommunen var en del af den 2. Nationalrådskreds i Sydgrønland.
I 1919 boede der 5 europæere og 284 grønlændere i Nanortalik. Befolkningen omfattede den danske kolonialadministrator som bestyrer af komplekset, to bådmænd, fire bødkere, en kolonist, en jordemoder, en sygeplejerske, to kateketer, 46 jægere og en fisker. Indbyggerne levede hovedsageligt af sæljagt. Grønlænderne boede i 27 huse. Der var også et kødhus fra 1852, et handelshus fra 1853, et spækbrænderi fra 1839, et værksted fra 1848, en bødkeri, et mandskabshus, et bageri og bryggeri, en stald, et krudthus og et hospital med to sygestuer og et sygeværelse. Skolen målte 62 m² og havde to klasseværelser og et kateketværelse.
Nanortalik fik sine byrettigheder i 1953, ligesom Narsaq.
Nanortalik havde et saltsydeværk siden 1942. I 1948 blev en ny skole bygget, som blev udvidet flere gange i de følgende år. I 1949 fik Nanortalik en børnehave.

### Minedrift
I Nanortalik kommune har der i årene 1915-1925 været udvundet grafit i den nu nedlagte mine på øen Amitsoq.
Der blev brudt i alt 6000 tons med dansk og norsk arbejdskraft. Der er planer om at genåbne minen.
Cirka 32 km nordøst for Nanortalik øst er der i Itillersuaq (Kirkespirdalen) ved Nalunaq en guldmine. 2023 genåbnede det islandske mineselskab Amaroq Minerals minen.

## Geografi og klima
Øen Nanortalik ligger ved udløbet af den 70 km lange fjord Tasermiut Kangerluat. Øya er ca. 10 km bred, og har to mindre fjelde; Quaqqarsuasik ('Storfjeldet') og Quassik ('Ravnefjellet'). Quaqqarsuasik er 559 meter højt, og Quassik 308 meter.
Området omkring byen er består af høje, stejle fjelde og grønne dale, mens der længere mod nord gradvis går over til lavere og isskurede fjelde. Nær enkelte af distriktets bygder findes der fåreholdersteder.
Mellem fjorden Tasermiut og Nanortalik ligger Grønlands eneste skov i Qinnguadalen omkring 40 km fra Nanortalik by. Her vokser blågrå Pil (Salix glauca) og dun-Birk (Betula pubescens) op til en højde på flere meter. De fleste andre steder vokser træer op til et maksimum på omkring en halv meter. Dalen har også omkring 300 arter af andre planter bl.a. mange arter af lav.
Nanortalik by har i sine store vandreblokke et særkende, hvoraf Nogle af vandreblokkene er kendt som "Kog" (Kiinarsivasik).
Først på sommeren driver store mængder havis ned langs Østgrønlands kyst. Ved Kap Farvel føres isen med havstrømmene nordover og kan ved Nanortalik ligge meget tæt, især hvis den af vinden presses ind i fjordene.

### Historiske bygninger i Nanortalik
Nanortalik kirke fra 1916 ligger i byens gamle koloniale kvarter og har været fredet siden 2004. Bygningen, der er af træ, hviler på et kampestensfundament.
Frilandsmuseet Nanortalik (sv) ligger i det gamle kolonihavnsområde. Området har næsten helt undgået ny bebyggelse. Derfor kan man opleve et uforstyrret bybillede fra kolonitiden. Museet består af ni separate historiske bygninger.

## Kendte personer
- Henrik Lund (1875–1948), sangskriver, maler, præst og medlem af Grønlands Landsråd
- Josva Kleist(1879–1938), kateket, digter og medlem af Grønlands Landsråd
- Carl Egede (1924–1959), fisker og politiker.
- Simon Simonsen, (* 1961), politiker (Siumut) og lærer
- Isle Hessner, (* 1962), billedkunstner
- Jens B. Frederiksen, (* 1967), politiker (Demokraatit) og direktør
- Josef Tarrak-Petrussen, (* 1998), rapper

## Venskabsbyer
- Kolding, Danmark
- Roskilde, Danmark
- Ísafjörður, Island